# Коррея, Вириату
Мануэл Вириату Коррея Байма ду Лаго Филью (порт. Manuel Viriato Correia Baima do Lago Filho; 23 января 1884, Пирапемас — 10 апреля 1967, Рио-де-Жанейро) — бразильский писатель

, драматург, журналист, редактор, политический и общественный деятель. Член Бразильской академии литературы.

## Биография
Изучал право в университете Ресифи, затем переехал в Рио-де-Жанейро. Занимался журналистской деятельностью, был сотрудником и редактором ряда газет.
С 1911 года занимался политикой, был избран депутатом штата Мараньян, в 1927 и 1930 годах избирался федеральным депутатом от того же штата. После ареста во время революции 1930 года в Бразилии ушёл из политики.
В 1921 году совместно с коллегами организовал историко-этнографический театр, который вскоре прекратил свою деятельность.
В 1938 г. стал членом Бразильской академии литературы.

## Творчество
Автор около 30 пьес, преимущественно сатирических комедий и «чувствительных» пьес: «Женщина из Сертана» (1915), «Журити» (1919), «Человек с золотой головой» (1936), «Бедняга» (1942, 1944 — т-р «Сантана», Сан-Паулу), «Деньги есть деньги» (1950, труппа П. Феррейры) и др.
Писатель. В 1903 году Вириату Коррея опубликовал свою первую книгу, сборник рассказов под названием «Minaretes», который положил начало его писательской карьеры. Автор ряда произведений для детей и исторических хроник.

## Избранные произведения

### Исторические хроники
- Terra de Santa Cruz (1921)
- Histórias da nossa estória (1921)
- Brasil dos meus avós (1927)
- Baú velho (1927)
- Gaveta de sapateiro (1932)
- Alcovas da história (1934)
- Mata galego (1934)
- Casa de Belchior (1936)
- O país do pau de tinta (1939)
- Minaretes (1903)
- Contos do sertão (1912)
- Novelas doidas (1921)
- Histórias ásperas (1928)

### Романы
- A Balaiada: romance histórico do tempo da Regência (1927)

### Детская литература
- Era uma vez… (1908)
- Contos da história do Brasil (1921)
- Varinha de condão (1928)
- Arca de Noé (1930)
- No reino da bicharada (1931)
- Quando Jesus nasceu (1931)
- A macacada (1931)
- Os meus bichinhos (1931)
- História do Brasil para crianças (1934)
- Meu torrão (1935)
- Bichos e bichinhos (1938)
- No país da bicharada (1938)
- Cazuza (1938)
- A descoberta do Brasil (1930)
- História de Caramuru (1939)
- A bandeira das esmeraldas (1945)
- As belas histórias da História do Brasil (1948)
- A macacada (1949)

### Драматургия
- Sertaneja (1915)
- Manjerona (1916)
- Morena (1917)
- Sol do sertão (1918)
- Juriti (оперетта, 1919)
- Sapequinha (1920)
- Nossa gente (1924)
- Zuzú (1924)
- Uma noite de baile (1926)
- Pequetita (1927)
- Bombonzinho (1931)
- Sansão (1932)
- Maria (1933)
- Bicho papão (1936)
- O homem da cabeça de ouro (1936)
- A Marquesa de Santos (1938)
- Carneiro de batalhão (1938)
- O caçador de esmeraldas (1940)
- Rei de papelão (1941)
- Pobre diabo (1942)
- O príncipe encantador (1943)
- O gato comeu (1943)
- À sombra dos laranjais (1944)
- Estão cantando as cigarras (1945)
- Venha a nós (1946)
- Dinheiro é dinheiro (1949)
- O grande amor de Gonçalves Dias (1959).